# Свети Вид
Свети Вит (лат. Vitus), у народу Свети Вид, два су имена која су у нераздвојиво повезана са Видовданом (15. јун) и српским народом. За неке су то два облика имена истог хришћанског светитеља, али други мисле да се ради о два формално слична имена за два суштински различита света бића, која имају исти дан у години 15(28). јун као свој празник. Српска православна црква и Римокатоличка црква прослављају 28. јуна по новом календару, а 15. јуна постаром календару као дан Светог Вита. Нема сумње да се хришћански светац зове Свети Вит, али није најјасније да ли је он увек иза облика Свети Вид. Према календару Српске православне цркве 15. јун је дан Светог Вита, али и Видовдан који је уведен крајем 19. века у Српској православној цркви као дан сећања на Св. кнеза Лазара и јунаке који су погинули на Видовдан 1389. на Косову пољу. Код Срба у средњем веку јављало се изједначавање Светог Вид и Светог Вита у преписима које су правила црквена лица. У Енциклопедији православља наглашава се да није основано везивати митског Вида за Светог Вита, то јест изједначавање хришћанског Светог Вита са легендарног бића које се у усмено пренетим народним песмама јавља као Бели Вид и само Вид, а претпоставља се да је то један од старословенских богова Свјатовид/Световид. Упркос препорукама учених представника хришћанске цркве, и данас у српском народу сусреће се мисао да је 15(28). јун дан Светог Вида.
На Сицилији крајем 3. века нове ере рођен је Вит (Vitus). Тај Вит је погубљен, као дечак хришћанин, у Риму у време прогона хришћана под царевима Диоклецијаном (284—305) Максимијаном. После је постао један од значајнијих ранохришћанских светитеља и познат под именом Свети Вит.
Према делу „Мучеништво Св. Вита“ написаном крајем 6. века, Вит се родио крајем 3. века у богатој многобожачкој породици на југозападу Сицилије. Хришћанство је као дете примио од свог тутора Модеста и његове жене Крешчентије, која је била Видова дадиља. Бежећи од свог оца који је на силу желео да га одврати од хришћанства, Вид са својим тутором и дадиљом бежи у Луканију, где су све троје касније ухапшени као хришћани и спроведени у Рим. Према легенди, у Риму је млади Вид учинио много чуда, међу којима се наводи и исцељење Диоклецијановог сина. Упркос свему, са својим пратиоцима је осуђен на смрт и погубљен 303. године бацањем у котао са врелим уљем. Према легенди, из тог котла га је још живог извео анђео који га је вратио у Луканију, где је коначно умро.
Године 756, мошти Св. Вита су пренете у Париз, одакле су 836. предате бенедиктанском манастиру Корвеј у Немачкој, који постаје средиште поштовања овог светитеља. Катедрала Светог Вида у Прагу, једна од највелелепнијих катедрала изграђених у готском стилу, највећа и најзначајнија црква у данашњој Чешкој и седиште Чешке надбискупије, изграђена је у славу Св. Вита након што је Свети Вацлав, чешки кнез, пренео део његових моштију из Корвеја у Праг 925. године.

## Култ Светог Вита
Култ Св. Вида почиње да се шири у 6. веку из италијанске покрајине Луканије (данашња Базиликата), одакле се шири по целој Италији, Сицилији и Сардинији, а одатле и у осталим земљама и народима под јурисдикцијом Римске патријаршије, укључујући и Германе и Западне и Јужне Словене. О његовој популарности сведоче многобројни храмови који носе његово име и имена под којима је познат у различитим народима: Витус (Vitus) на латинском, Гвидо и Вито (Guido, Vito) на италијанском, Ги (Guy) на француском, Вајт у германским језицима (Weit, Veit), Вит код Западних Словена (Vith, Vit, Wit) и Вид код Јужних Словена. Током средњег века било је око 1.300 цркви и манастира где се поштовао Св. Вит као заштитник, а чак 150 је тврдило да поседује део његових моштију. Помиње се и у византијским изворима, што сведочи да је његов култ био познат и у областима под Цариградском патријаршијом.
Током касног средњег века, у Немачкој се раширио тзв. Плес Светог Вита, обичај прослављања овог светитеља колективним плесом до исцрпљења који се одвијао у масовним светковинама пред његовим кипом. Овај плес се проширио на чешке и пољске крајеве и за њега се веровало да лечи од душевних болести, опседнутости и епилепсије. То је довело до тога да се св. Вит сматра патроном играча и забављача и исцелитељем епилепсије и заштитником душевно оболелих и опседнутих.
У јужнословенским крајевима, због асоцијације његовог имена са чулом вида, Свети Вит/Вид се сматра заштитником очију и исцелитељем болести и слабости вида. У народној медицини позната је и Видова трава, која се користи за јачање вида и код очних инфекција.
Традиционално се представља као младић са палмом, понекад са гавраном и лавом. Најучесталија иконографска представа Св. Вида је представа лепог и богато одевеног младића у котлу, са палмом у руци.
Сматра се патроном Чеха, Прага, Саксоније и града Ријеке. О популарности Светог Вита, или Светог Вида на словенском Јадрану сведоче цркве посвећене Св. Виту, али и топоними попут насеља Св. Вид на Крку или брда Св. Вид у Боки которској, 10 километара северозападно од Херцег Новог.

## Дан Светог Вида
Римска патријаршија и каснија Римокатоличка црква дан Св. Вита традиционално обележава 15. јуна. Овај дан је и градска слава хрватског града Ријеке, чији се Св. Вит сматра заштитником.
У Православној цркви се Св. Вид признаје као светитељ из времена неподељене цркве, а његов култ није јак, али упадљиво је да у народном обичајном календару православних Срба све до бугарских граница постоји дан Видовдан који се обележава по старом календару 15. јуна, а у 20. и 21. веку, по новом календару 28. јун. Видовдан се посебно памти као дан на који се одиграла Косовска битка 1389 у којој су Срби, крајњим напором победили Османлије. С обзиром на то да је у западним крајевима средњовековне Србије присутан утицај Рима, да су у Србију досељавани римокатолички Саси, могуће је да је овај празник реликт прошлости и времена када је био обележаван као црквени празник на целокупном српском етничком простору. Међутим, не треба св. Вида искључиво доводити у везу са римокатоличанством, јер је он ранохришћански светац, који се поштовао још пре раскола хришћана на православце и католике. Треба рећи да је овај празник познат и код Бугара иако Бугарска никада није била под утицајем Римокатоличке цркве. Овај датум је у Српској православној цркви посвећен Св. Амосу, а тек 1892. године постаје литургијски празник посвећен Св. кнезу Лазару и св. мученицима српским, кад му се и први пут званично додељује народно име Видовдан. У последње време популарна је и теорија да Видовдан није директно повезан са Св. Видом, већ са словенским богом Световитом (Световид, Свантевит) са Арконе. Све претходно наведено упућује на закључак да је култ поштовања старословенског паганског божанства Световида замењен култом Св. Витуса (т. ј. код јужних Словена култом Св. Вида, а код западних Словена култом Св. Вита). Код Срба и Бугара који иако признају Св. Вида, као ранохришћанског свеца, овај дан се поштује више као народни празник Видовдан.
На дан светога Вита, 15. јуна, написано је једно писмо из Дубровника 1253. године.